# الوطن دايلي (جريدة كويتية)
الوطن دايلي أو الوطن اليومية (بالإنجليزية: Al-Watan Daily)‏، هي جريدة تصدر باللغة الإنجليزية تأسست في الكويت في 3 مارس 2008 وتوقفت عن الصدور في يناير 2013.